# Larcasia partita
Larcasia partita är en nattsländeart som beskrevs av Navás 1917. Larcasia partita ingår i släktet Larcasia och familjen grusrörsnattsländor. Inga underarter finns listade i Catalogue of Life.